# 에어 인터
에어 인터(프랑스어: Lignes Aériennes Intérieules)는 프랑스의 준공영 국내 항공사였다. 에어 프랑스와의 합병 전에, 이 항공사는 에손의 파라이빌 포스트에 본사를 두고 있었다.

## 과거의 보유 기종
- 에어버스 A300 B2/B4 시리즈
- 에어버스 A320 100/200 시리즈
- 에어버스 A321
- 에어버스 A330-300
- 다쏘 메르쿠레
- 더글러스 DC-3/DC-47
- 포커 F27 프렌드십 500 시리즈
- 포커 100
- 아에로스파티알레 N 262
- 수드 항공 캐러벨 III 시리즈/12 시리즈(슈퍼 12)
- 비커스 비스카운트 700 시리즈

## 사진

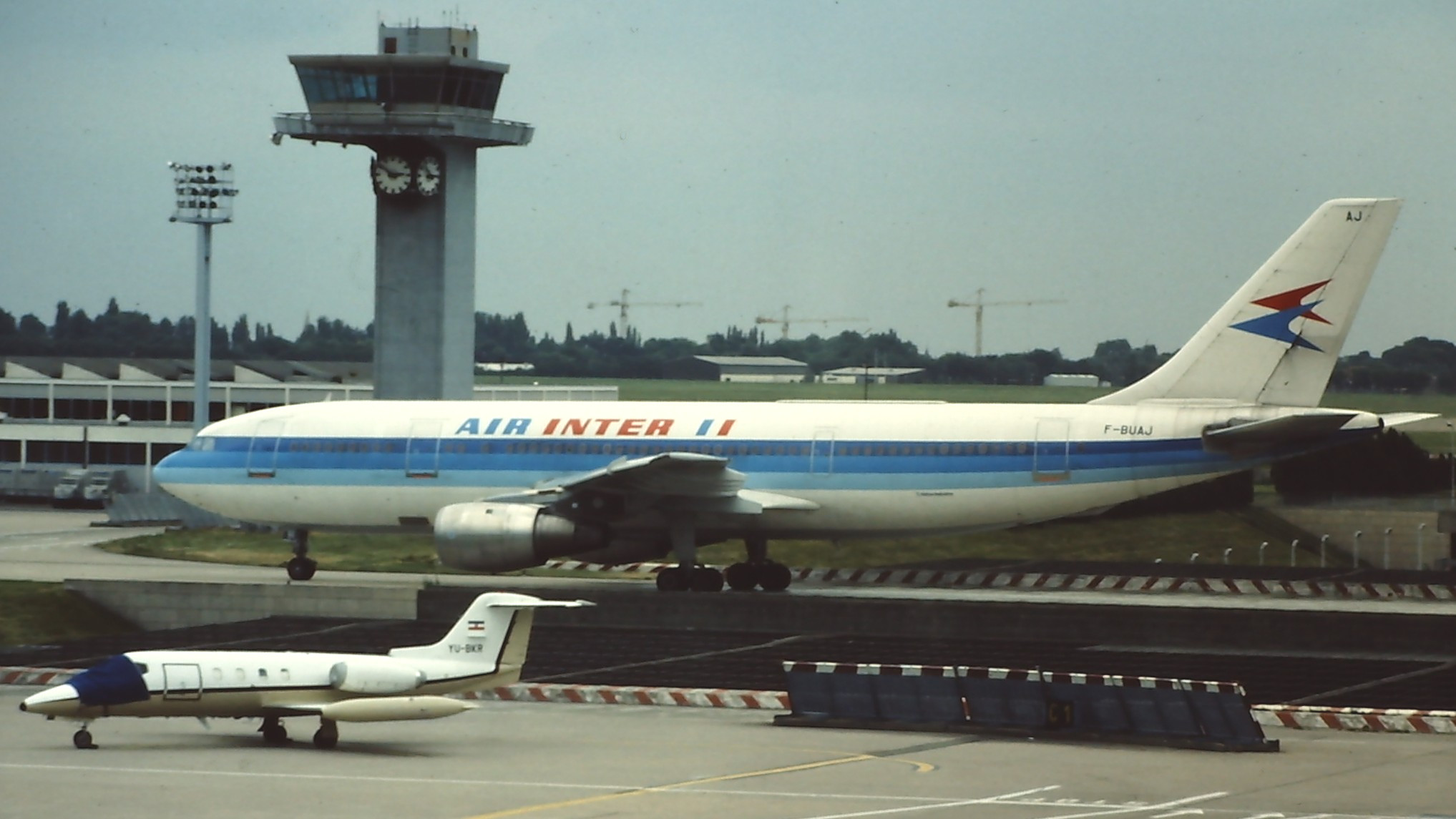
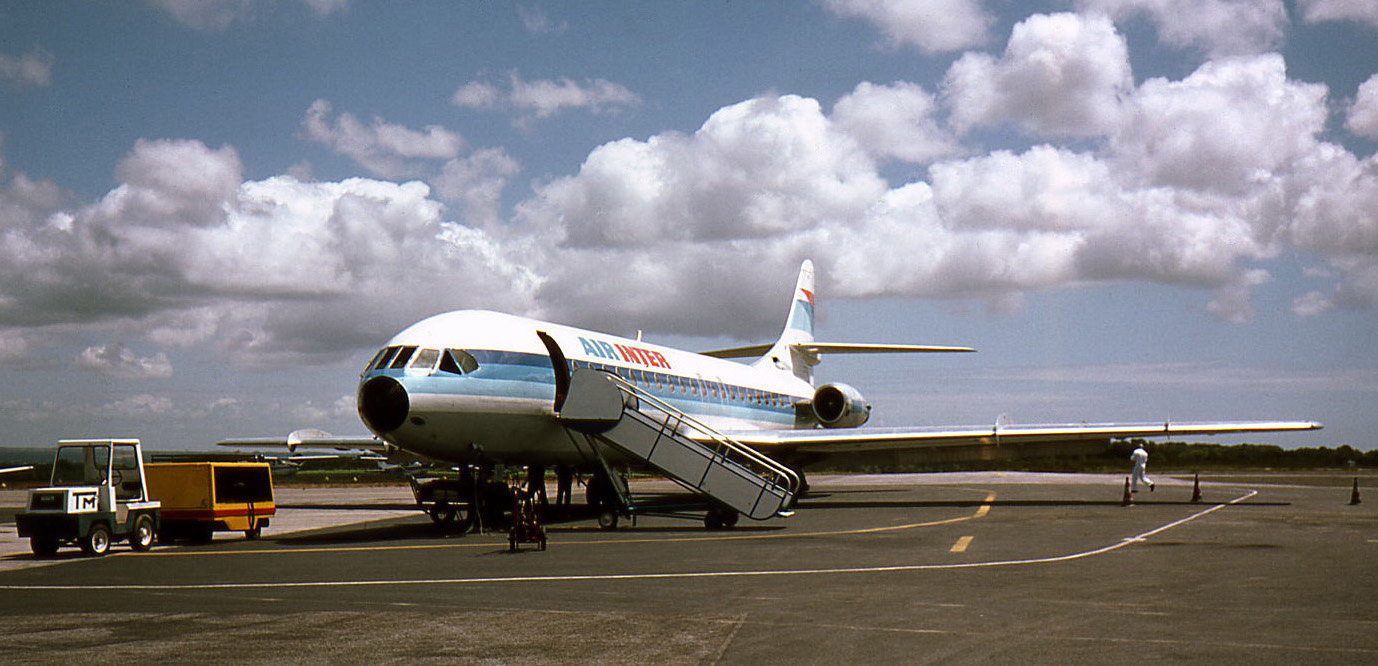
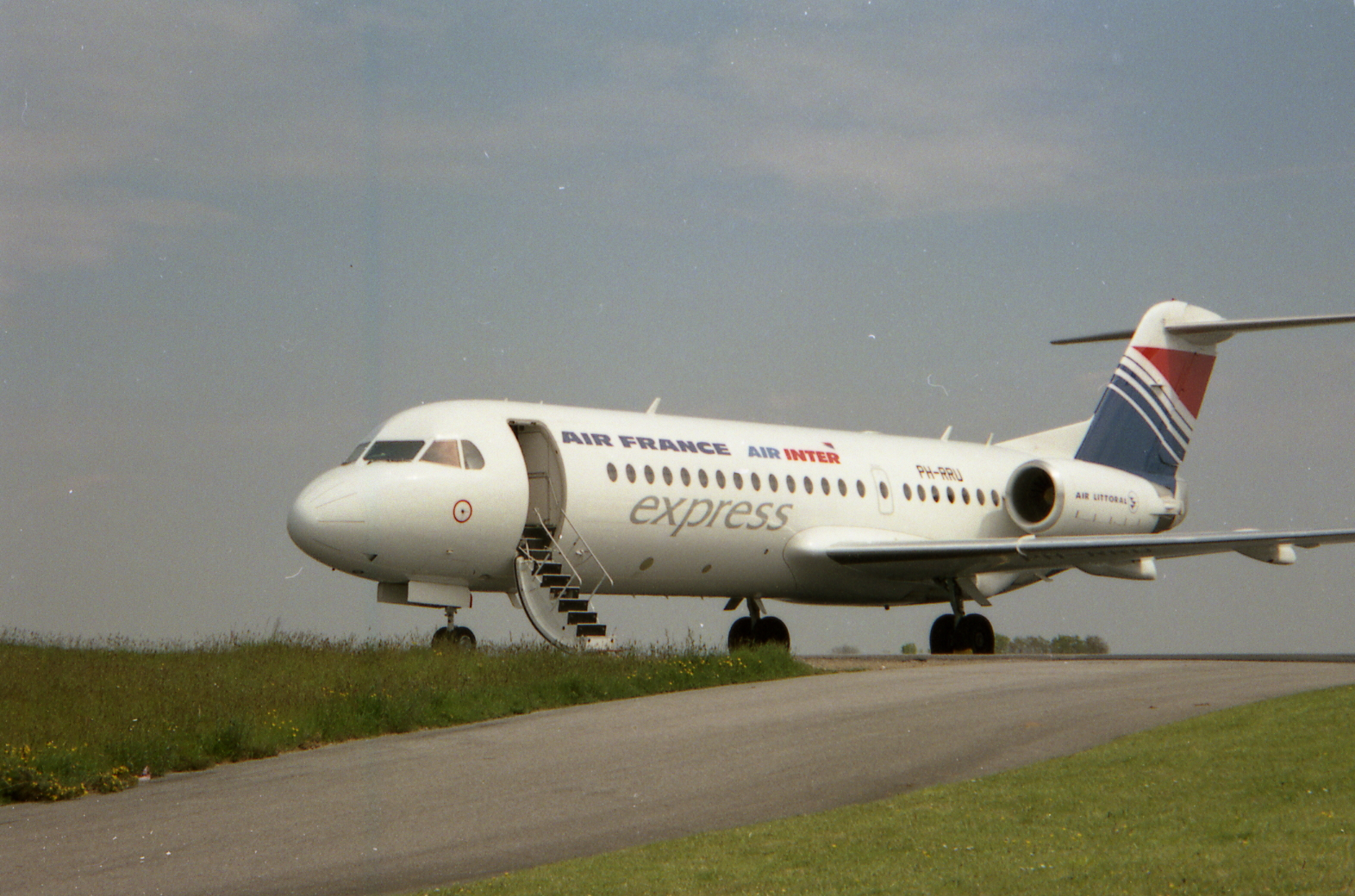
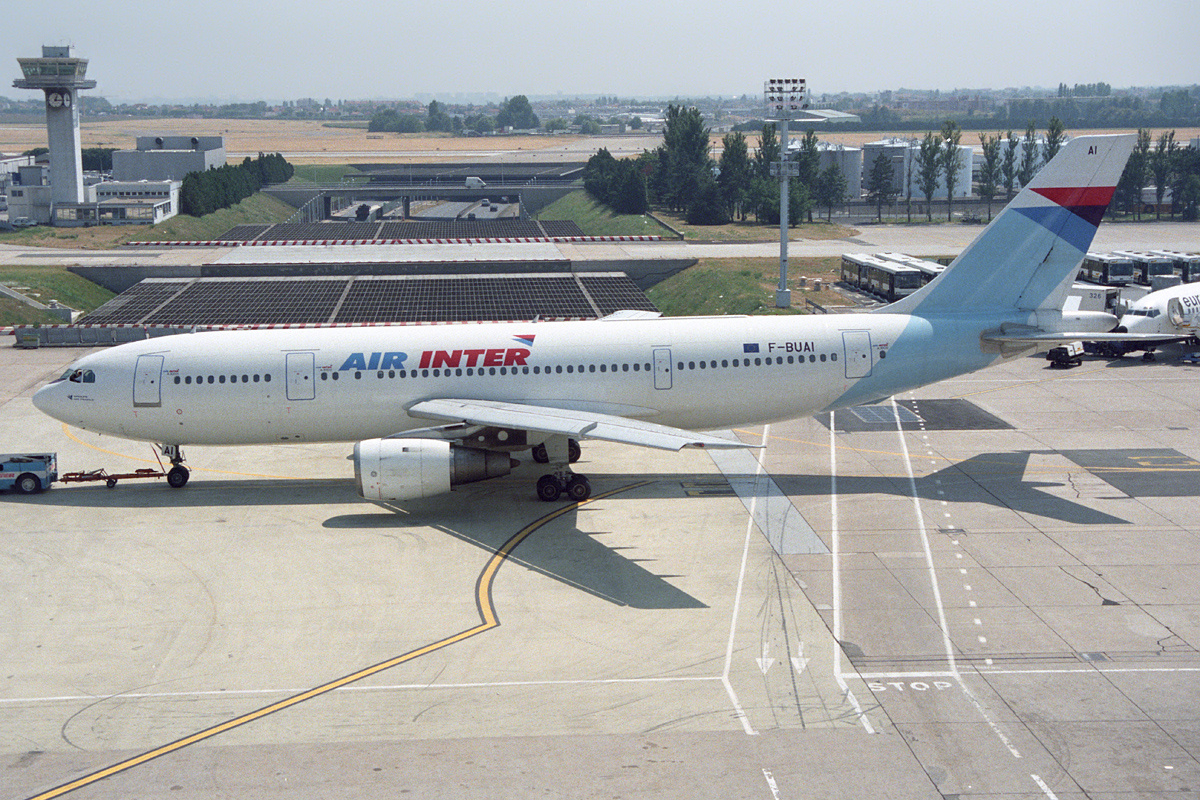

## 사건 및 사고
- 에어 인터 148편 추락 사고